# Alfa Romeo Tipo C
Alfa Romeo Tipo C är en tävlingsbil, tillverkad av den italienska biltillverkaren Alfa Romeo mellan 1935 och 1937.

## Utveckling
Alfa Romeo hade dominerat Grand prix-racingen i början av 1930-talet, men från 1934 hade fabriksteamet Scuderia Ferrari fått allt hårdare konkurrens från de statsunderstödda tyska Silverpilarna. De tyska bilarna hade modernare chassin och betydligt starkare motorer än den åldrande P3-modellen och under 1935 arbetade Vittorio Jano på en efterträdare.

### 8C
Redan den sista utvecklingen av P3:an hade haft individuell hjulupphängning fram och på Tipo C infördes även pendelaxel bak. Den nya bilen fick även strömlinjeformad kaross likt de tyska konkurrenterna.  Utvecklingen av Janos nya tolvcylindriga motor dröjde och bilen debuterade hösten 1935 som 8C-35 med den raka åttan från P3:an.

### 12C
Våren 1936 introducerades 12C-36 med den nyutvecklade V12-motorn. Den var inte tillräckligt stark för att matcha Silverpilarna och under säsongen användes den parallellt med den åttacylindriga systermodellen.
Till säsongen 1937 hade Janos team tagit fram den vidareutvecklade 12C-37, byggd på en lätt rörram. Motorn hade större slagvolym och fick två mindre Roots-kompressorer istället för företrädarens enda stora kompressor. Förändringarna var inte tillräckliga för att komma ifatt konkurrensen och i slutet av 1937 lämnade Vittorio Jano Alfa Romeo.

## Tekniska data
| Tekniska data         | 8C-35                                                            | 12C-36                                                           | 12C-37                                                           |
| --------------------- | ---------------------------------------------------------------- | ---------------------------------------------------------------- | ---------------------------------------------------------------- |
| Motor:                | 8-cylindrig radmotor                                             | 12-cylindrig 60° V-motor                                         | 12-cylindrig 60° V-motor                                         |
| Cylindervolym:        | 3822 cm³                                                         | 4064 cm³                                                         | 4495 cm³                                                         |
| Borrning x slaglängd: | 78 x 100 mm                                                      | 70 x 88 mm                                                       | 72 x 92 mm                                                       |
| Max effekt:           | 330 hk                                                           | 370 hk                                                           | 430 hk                                                           |
| Ventilstyrning:       | 2 överliggande kamaxlar per cylinderrad, 2 ventiler per cylinder | 2 överliggande kamaxlar per cylinderrad, 2 ventiler per cylinder | 2 överliggande kamaxlar per cylinderrad, 2 ventiler per cylinder |
| Överladdning:         | Roots-kompressor                                                 | Roots-kompressor                                                 | Roots-kompressor                                                 |
| Växellåda:            | 4-växlad manuell, transaxel                                      | 4-växlad manuell, transaxel                                      | 4-växlad manuell, transaxel                                      |
| Hjulupphängning fram: | Individuell typ Dubonnet, skruvfjädrar                           | Individuell typ Dubonnet, skruvfjädrar                           | Individuell typ Dubonnet, skruvfjädrar                           |
| Hjulupphängning bak:  | Pendelaxel, tvärliggande bladfjäder                              | Pendelaxel, tvärliggande bladfjäder                              | Pendelaxel, tvärliggande bladfjäder                              |
| Bromsar:              | Hydrauliska trumbromsar                                          | Hydrauliska trumbromsar                                          | Hydrauliska trumbromsar                                          |
| Chassi & kaross:      | Lådbalksram med aluminiumkaross                                  | Lådbalksram med aluminiumkaross                                  | Fackverksram med aluminiumkaross                                 |
| Hjulbas:              | 275 cm                                                           | 275 cm                                                           | 280 cm                                                           |
| Torrvikt:             | 750 kg                                                           | 820 kg                                                           | 810 kg                                                           |
| Toppfart:             | 275 km/h                                                         | 290 km/h                                                         | 310 km/h                                                         |

## Tävlingsresultat
8C-35 debuterade i Italiens Grand Prix i september 1935. Tazio Nuvolari ledde loppet, men tvingades senare bryta med motorproblem. 
I Europamästerskapet för Grand Prix-förare 1936 blev bästa resultatet en andraplats för Nuvolari i Italiens Grand Prix. Utanför EM lyckades teamet vinna flera mindre lopp, däribland Vanderbilt Cup på Long Island.
När motorstorleken begränsades till tre liter till säsongen 1938 såldes flera Tipo C-bilar till Nord- och Sydamerika, där de fortsatte tävla i nationella Formel Libre-lopp. 8C-35-modellen deltog i varje Indy 500-lopp mellan 1938 och 1947, med en femteplats för Babe Stapp 1939 som bästa resultat.